# 公理的集合論
公理的集合論（こうりてきしゅうごうろん、axiomatic set theory）とは、公理化された集合論のことである。

## 集合の公理系

### ツェルメロ＝フレンケル集合論（ZF公理系）
現在一般的に使われている集合の公理系はZF (ツェルメロ=フレンケル) 公理系、またはZF公理系に下で述べる選択公理（Axiom of Choice）を加えた ZFC公理系（Zermelo-Fraenkel set-theory with the axiom of Choice）である。ZC, ZでそれぞれZFCおよびZFから置換公理を除いたもの、Z-, ZF-, ZC-, ZFC- で各体系から正則性公理を除いたものを表す。キューネンは『The Foundations of Mathematics』（邦訳『キューネン数学基礎論講義』）で「初等数学のほとんどはZC-での中でなされる」と述べている。

#### 基本的なZFの公理
- 外延性の公理　A と B が全く同じ要素を持つのなら A と B は等しい：

{\displaystyle \forall A\forall B(\forall x(x\in A\leftrightarrow x\in B)\rightarrow A=B)} 。
- 空集合の公理　要素を持たない集合が存在する：

{\displaystyle \exists A\forall x(x\notin A)} 。
外延性の公理から、空集合の公理が存在を主張する集合はただ一つであることが言えるので、これを空集合と呼び、{\displaystyle \varnothing } で表す。
- 対の公理　任意の要素 x, y に対して、x と y のみを要素とする集合が存在する：

{\displaystyle \forall x\forall y\exists A\forall t(t\in A\leftrightarrow (t=x\vee t=y))} 。
外延性の公理から、x と y に対して対の公理が存在を主張する集合はただ一つであることが言えるので、これを {\displaystyle \{x,y\}\,} で表す。{\displaystyle \{x,x\}\,} を {\displaystyle \{x\}\,} で表す。これにより順序対の存在が言え、それにより直積集合の存在も言える。
- 和集合の公理　任意の集合 X に対して、X の要素の要素全体からなる集合が存在する：

{\displaystyle \forall X\exists A\forall t(t\in A\leftrightarrow \exists x\in X(t\in x))} 。
外延性の公理から、X に対して和集合の公理が存在を主張する集合はただ一つであることが言えるので、これを X の和集合と呼び、{\displaystyle \bigcup X} で表す。{\displaystyle \bigcup \{x,y\}} を {\displaystyle x\cup y} で表す。
- 無限公理　空集合を要素とし、任意の要素 x に対して x ∪ {x} を要素に持つ集合が存在する：

{\displaystyle \exists A(\varnothing \in A\wedge \forall x\in A(x\cup \{x\}\in A))} 。
- 冪集合公理　任意の集合 X に対して X の部分集合全体の集合が存在する：

{\displaystyle \forall X\exists A\forall t(t\in A\leftrightarrow t\subseteq X)} 。
外延性の公理から、X に対して冪集合の公理が存在を主張する集合はただ一つであることが言えるので、これを X の冪集合と呼び、{\displaystyle {\mathcal {P}}(X)} または2xで表す。
- 置換公理　"関数クラス"による集合の像は集合である：

{\displaystyle \forall x\forall y\forall z((\psi (x,y)\wedge \psi (x,z))\rightarrow y=z)\rightarrow \forall X\exists A\forall y(y\in A\leftrightarrow \exists x\in X\psi (x,y))} 。
この公理は、論理式 ψ をパラメータとする公理図式である。
- 正則性公理（基礎の公理）　空でない集合は必ず自分自身と交わらない要素を持つ：

{\displaystyle \forall A(A\neq \varnothing \rightarrow \exists x\in A,\forall t\in A(t\notin x))} 。
正則性公理はジョン・フォン・ノイマンによって導入された（1925年）。

#### 選択公理
- 選択公理　X が互いに交わらないような空でない集合の集合であるとき、X の各要素から一つずつ要素をとってきたような集合（選択集合）が存在する：

{\displaystyle \forall X((\varnothing \notin X\wedge \forall x\in X\forall y\in X(x\neq y\rightarrow x\cap y=\varnothing ))\rightarrow \exists A\forall x\in X\exists t(x\cap A=\{t\}))} 。
選択公理と同値であることが ZF において証明できる命題として、整列定理やツォルンの補題などがある。

#### 分出公理
置換公理はフレンケルによって次の分出公理の代わりにおかれたものである（1922年）。分出公理は置換公理と空集合の公理から示すことができる。
- 分出公理　任意の集合 X と A を自由変数として使用しない論理式 ψ(x) に対して、X の要素 x で ψ(x) をみたすような x 全体の集合が存在する：

{\displaystyle \forall X\exists A\forall x(x\in A\leftrightarrow (x\in X\wedge \psi (x)))} 。
この公理は、論理式 ψ をパラメータとする公理図式である。論理式 ψ を決めたとき、X に対して分出公理が存在を主張する集合はただ一つであることが外延性の公理から言えるので、これを {\displaystyle \{x\in X\mid \psi (x)\}} で表す。{\displaystyle \{x\in X\mid x\in Y\}} を {\displaystyle X\cap Y} で表す。
分出公理を公理として採用する場合にはXを任意に選んだ集合（例えば、無限公理で存在が要請される集合）、 {\displaystyle \psi (x)}を恒偽式{\displaystyle (x\neq x)}として分出公理を適用することにより空集合の存在が導かれる。

### 追加の公理
特に集合論においては、必要に応じて追加の公理が課せられる場合がある。そのようなものは追加される公理を適当な記号で表して ZFC+I (到達不能基数の存在を仮定する場合) や ZFC+GCH (一般連続体仮説の場合) のように表記される。

#### グロタンディーク宇宙の存在公理
圏論における議論の目的の一つに、群やその間の準同型といった数学的対象全体の性質を議論することがある。しかし、これらを素朴に実装する (すなわち、内包原理を一般に適用する) ことは集合論上のパラドックスを引き起こすため、例えばZFCのような形式的な体系においては認められない。
マックレーンは『圏論の基礎』において、ユニバース (無限集合 ω を要素に持つグロタンディーク宇宙) を導入することでこの問題を回避している。ユニバースの要素となる集合を"小さい"集合、そうでないものを"大きい"集合とし、ユニバースの内側で通常の数学が行えるようにすることで、すべての小さい集合の圏 Set やすべての小さい圏の圏 Cat といったものの議論が可能になる。
グロタンディーク宇宙の存在は到達不能基数の存在と等価である (正確に書くと、任意のグロタンディーク宇宙 U はある到達不能基数 κ で U = Vκ と表すことができ、逆に任意の到達不能基数 κ に対して濃度が κ であるようなグロタンディーク宇宙が存在する)。到達不能基数はZFCのモデルを提供するため、これはZFCよりも強い公理系をなす。

#### タルスキの公理
アレクサンドル・グロタンディークは自身の著書において、任意の大きさのグロタンディーク宇宙が存在すること (任意の集合に対して、それを含むグロタンディーク宇宙が存在すること) を公理として課した。これは現在、タルスキ=グロタンディーク集合論と呼ばれている。

### フォン・ノイマン＝ベルナイス＝ゲーデル集合論
置換公理と分離公理には、いずれも無限に多くの実例がある。 Montague (1961)には、1957年の博士論文で最初に証明された「ZFCが無矛盾であれば、有限個の公理でZFCを公理化することはできない」という結果が含まれる。一方、フォン・ノイマン＝ベルナイス＝ゲーデル集合論（NBG）は、有限個の公理で公理化することができる。 NBGには真のクラスと集合が含まれるが、集合は別のクラスの元になることができる任意のクラスであるとされる。 NBGとZFCはクラスに言及しておらず、一方の理論で証明できる定理がもう一方の理論でも証明できるという意味で、等価な集合論であるといえる。

### モース-ケリー集合論
モース-ケリー集合論を参照。

### 新基礎集合論
新基礎集合論を参照。